# Michel Fromet
Pour les articles homonymes, voir Fromet.
Michel Fromet, né le 4 août 1945 à Onzain (Loir-et-Cher), est un homme politique français.

## Biographie
Passé à l’action politique après le syndicalisme, il commence à militer à gauche en 1965 et contribue à la création de la Fédération du Parti socialiste de Loir-et-Cher, auquel il adhère en 1969.
Il est élu adjoint au maire d'Onzain en 1977. À Blois ensuite, en 1989, il devient le premier adjoint - chargé des finances - de Jack Lang, maire de la ville. Il le restera jusqu'en 2000 date à laquelle il redevient député après que Jack Lang soit nommé ministre, jusqu'en 2002.
Michel Fromet a été conseiller municipal de Blois, vice-président de la communauté d'agglomération Agglopolys jusqu'en 2014. Il est aujourd'hui conseiller départemental du canton de Blois 3, après avoir été élu pendant 2 mandatures dans le canton de Blois-2. Il a également été le suppléant de Geneviève Baraban, candidate désignée par le Parti socialiste sur la 1re circonscription de Loir-et-Cher pour l'élection législative de 2007.
Il est professeur à la retraite.
Comme sportif, il a été vice-champion de France de handball universitaire en 1965.
Il est l'oncle du chanteur-humoriste Frédéric Fromet.

### Mandats et fonctions politiques
Député de Loir-et-Cher, (Parti socialiste)
- 29/07/1988 - 01/04/1993
- 06/02/1994 - 21/04/1997
- 27/03/2000 - 18/06/2002

- 1er adjoint au maire de Blois (1989-2001)
- conseiller municipal de Blois (2001-2014).

Conseiller général de Loir-et-Cher:
- 1992-2000 (canton de Blois 3) (démissionnaire pour cumul des mandats)
- 2004-2015 (canton de Blois 2).

Conseiller départemental de Loir-et-Cher:
- 2015-2023 (canton de Blois 3).